# 星形孢菌素
星形孢菌素（缩写STS，也译为星孢菌素、十字孢碱，开发代号AM-2282）是一种天然的吲哚咔唑，分子式C28H26N4O5，1977年由日本科学家大村智在鏈黴菌屬的Streptomyces staurosporeus（现已归入伦茨菌属，为Lentzea aerocolonigenes的异名）中发现，可用作蛋白激酶特異性抑製劑。